# Gimme a light 2
『Gimme a light 2』（ギミー・ア・ライト・ツー）は、日本のロックバンド、CHARCOAL FILTERの7枚目のアルバム。

## 概要
- 所属事務所「パワーポップアンドカンパニー」よりインディーズでリリースされた。前回同事務所からリリースされた『Gimme a light』の第2弾。5,000枚限定。

## 収録曲
1. Tune up featuring Annie
  - 『Gimme a light』収録曲のリアレンジバージョン。
2. a party song
3. Workin' Dog after work
4. Place
  - 前曲からほぼ間なしで始まる。
5. Honey Money
6. Love
  - 作曲は高野が担当。
7. music slave

## クレジット
- 作詞：Yuzo Otsuka（#2～7）
- 作曲：CHARCOAL FILTER（#2～5, 7）　Shintaro Takano（#6）
- 編曲：CHARCOAL FILTER（全曲）